# Романо, Джордан
Джордан Роберт Романо (англ. Jordan Robert Romano; 21 апреля 1993, Маркем, Онтарио) — канадский и итальянский бейсболист, питчер клуба Главной лиги бейсбола «Торонто Блю Джейс». В 2017 году в составе сборной Италии принимал участие в играх Мировой бейсбольной классики.

## Биография
Джордан Романо родился 21 апреля 1993 года в Маркеме в провинции Онтарио.

### Высшее образование
Учился в Католической академии имени Майкла Макгивни. Он был хорошим атлетом в бейсболе, баскетболе, футболе и волейболе.

## Карьера
В 2018 году «Блю Джейс» пригласили Джордана на весенние тренировки. Сезон он начал в команде «Нью-Гэмпшир Фишер Кэтс». Шестнадцатого мая Романо сыграл шесть иннингов без пропущенных хитов против «Хартфорд Ярд Гоутс» и стал первым питчером в младших лигах, одержавшим семь побед.
24 июля 2020 Романо одержал свою первую победу в Главной лиге бейсбола.

### Международный бейсбол
В феврале 2017 года стало известно, что он будет играть за Сборную Италии по бейсболу.